# Khaganat turc oriental
581–630
Entités précédentes :
- Khaganat turc

Entités suivantes :
- Xueyantuo
- Protectorat Général pour Pacifier le Nord

Le Khaganat turc oriental (chinois traditionnel : 東突厥 ; pinyin : dōng tūjué) est un khaganat turc issu de la fragmentation au VIIe siècle du Khaganat turc (fondé au VIe siècle en Mongolie par le clan Ashina). Il finit absorbé par l'Empire de la dynastie Tang.

## Histoire
À la suite de la guerre civile göktürk, le khaganat turc est divisé, en 581, en khaganat turc occidental et khaganat turc oriental.